# Bouquetot
Bouquetot ist eine französische Gemeinde mit 1.049 Einwohnern (Stand: 1. Januar 2022) im Département Eure in der Region Normandie (vor 2016 Haute-Normandie). Sie gehört zum Arrondissement Bernay und zum Kanton Bourg-Achard. Die Einwohner werden Bouquetotois genannt.

## Geographie
Bouquetot liegt etwa 30 Kilometer westsüdwestlich von Rouen in der Landschaft Roumois. Umgeben wird Bouquetot von den Nachbargemeinden Hauville im Norden, Honguemare-Guenouville im Nordosten, Bourg-Achard im Osten und Südosten, Flancourt-Crescy-en-Roumois im Süden sowie Rougemontier im Westen.

## Bevölkerungsentwicklung
| Jahr                       | 1962 | 1968 | 1975 | 1982 | 1990 | 1999 | 2006 | 2013 | 2020 |
| Einwohner                  | 523  | 513  | 589  | 645  | 781  | 840  | 974  | 1080 | 1035 |
| Quellen: Cassini und INSEE |      |      |      |      |      |      |      |      |      |

## Sehenswürdigkeiten
- Kirche Saint-Philbert aus dem 12./13. Jahrhundert, Umbauten aus dem 17./18. Jahrhundert, Monument historique seit 1926
- Domäne von Saint-Hilaire aus dem 17. Jahrhundert, Monument historique seit 2006
- Schloss aus dem 16./17. Jahrhundert in Le Bosc-Roger
- Herrenhaus aus dem 15. Jahrhundert, Umbauten aus dem 17. Jahrhundert in La Haye

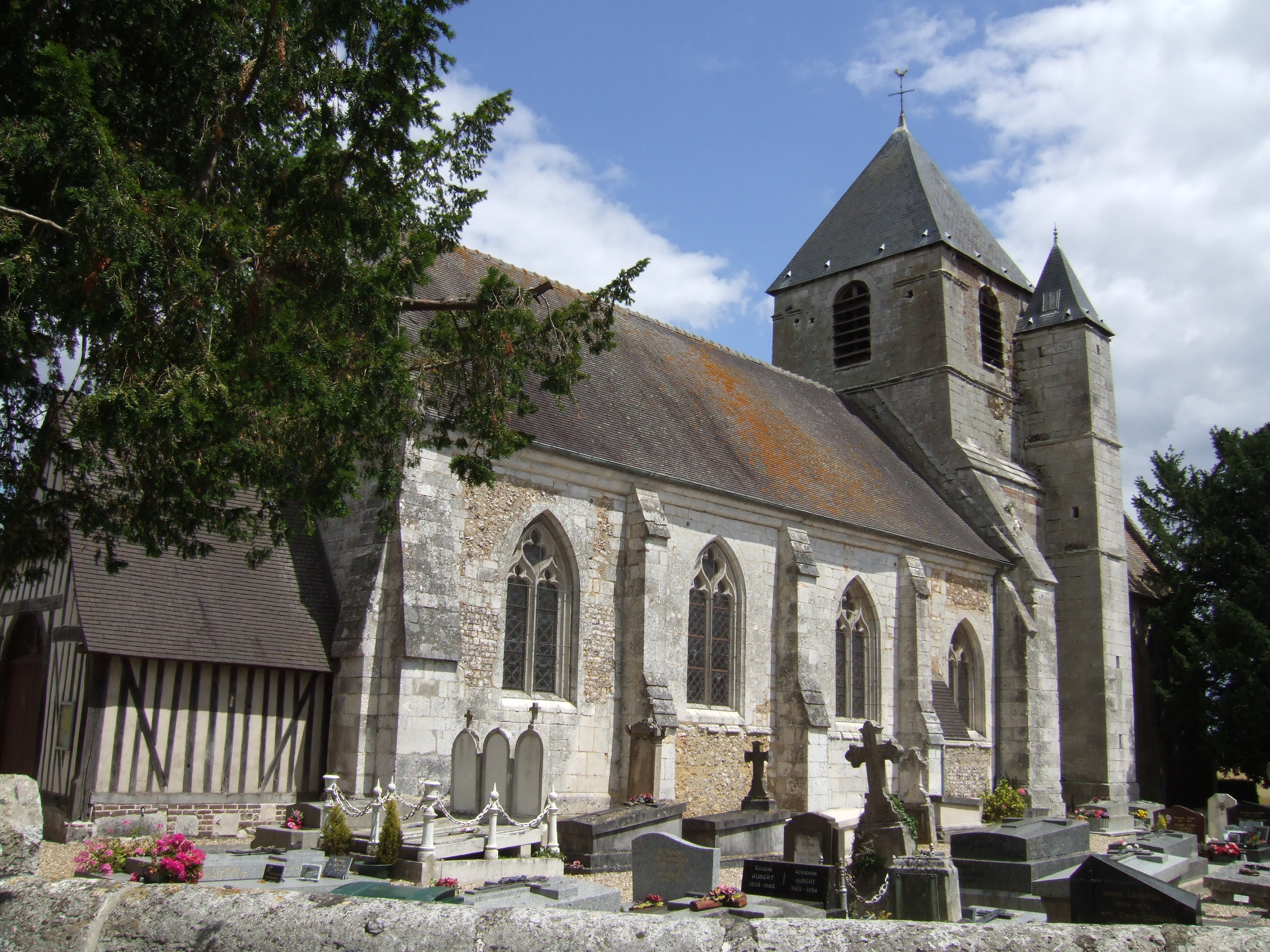
Kirche Saint-Philbert